# Conospermum longifolium
Conospermum longifolium (лат.) — кустарник, вид рода Коноспермум (Conospermum) семейства Протейные (Proteaceae), эндемик восточной Австралии, произрастает между Улладуллой, Ньюкаслом (Новый Южный Уэльс) и прилегающими хребтами. Растёт в сухих эвкалиптовых лесах или пустошах
.

## Ботаническое описание
Conospermum longifolium — плотный кустарник до 2,5 м высотой. Листья от линейных до узко-продолговатых, 3,5-19 см длиной, 1-27 мм шириной, сидячие, восходящие, голые, более или менее опушённые к основанию; верхушка острая; видна средняя жилка. Соцветие — щитковидная метёлка; цветонос длиной 7,5-36 см, почти гладкий. Околоцветник белый; трубка длиной 1,7-6 мм, редкобархатистая; верхняя губа яйцевидной формы, длиной 1,5-3,5 мм, шириной 1,8-2,5 мм, заострённая, редко-бархатистая; нижняя губа объединена на 1,2-1,5 мм. Плод — орех длиной 2,3-2,8 мм, шириной 2-2,5 мм, от кремового до тёмно-коричневого цвета; волоски по окружности 1,2-2 мм длиной, золотисто-оранжевые; центральный пучок отсутствует.
Описано три подвида C. longifolium :
- Conospermum longifolium longifolium, листья шириной более 8 мм с волнистым краем[3].
- Conospermum longifolium angustifolium L.A.S.Johnson & McGill. (1975), листья шириной менее 4 мм[4].
- Conospermum longifolium mediale L.A.S.Johnson & McGill. (1975), листья шириной 4-8 мм[5].

## Таксономия
Вид был официально описан в 1806 году английским ботаником Джеймсом Эдвардом Смитом.

## Распространение и местообитание
C. longifolium — эндемик Австралии, где широко распространён в Новом Южном Уэльсе. Растёт в сухих эвкалиптовых лесах или пустошах

## Экология
Часто встречаются гибриды между C. taxifolium, C. tenuifolium и подвидами C. longifolium.